# Eucera deceptrix
Eucera deceptrix är en biart som beskrevs av Smith 1879. Eucera deceptrix ingår i släktet långhornsbin, och familjen långtungebin. Inga underarter finns listade i Catalogue of Life.